# 자각몽

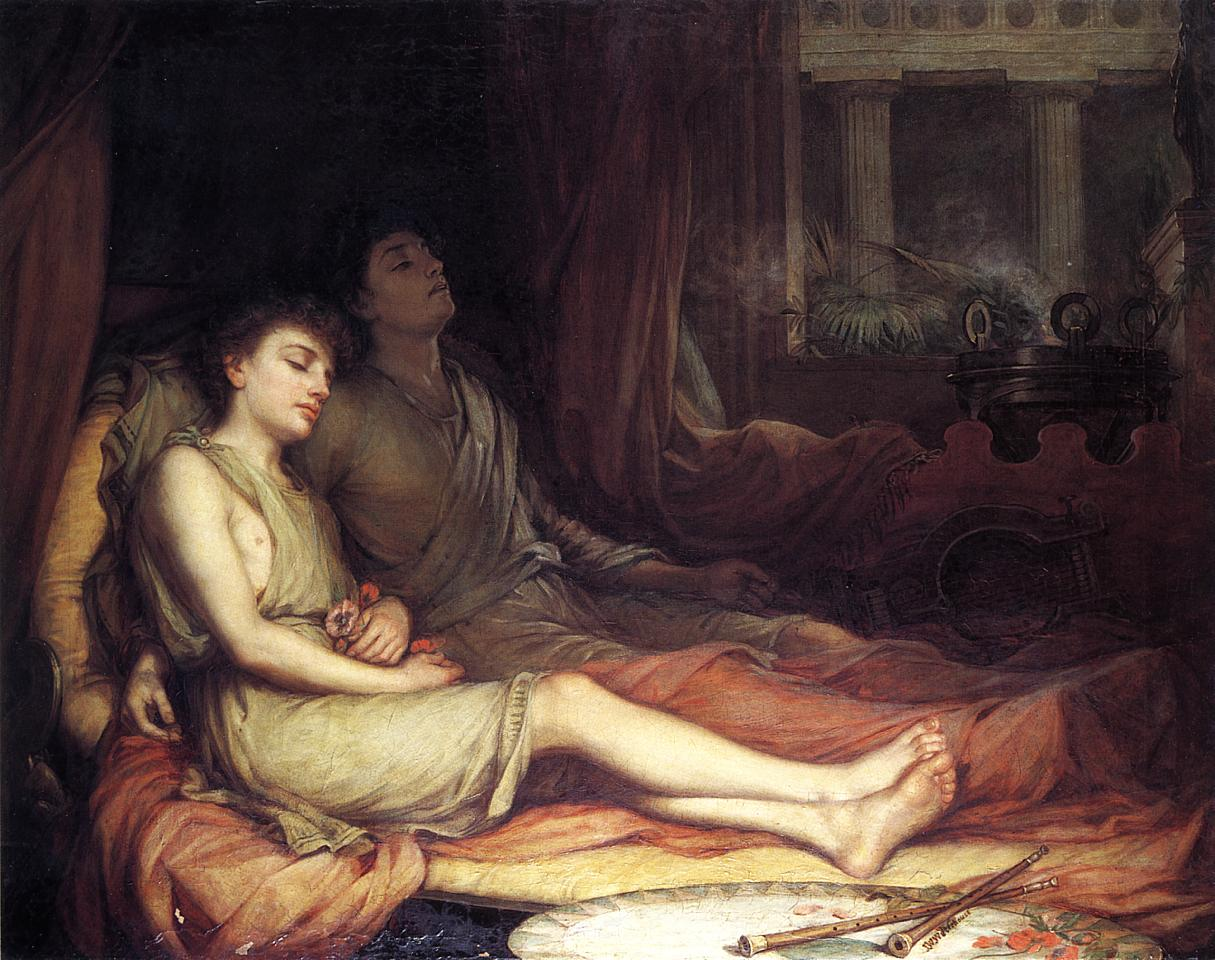
존 윌리엄 워터하우스作 "잠과 그 배다른 형제 죽음"

자각몽(自覺夢, lucid dream)은 꿈을 꾸는 도중에 스스로 꿈이라는 사실을 알고 꾸는 꿈을 뜻한다. 자각몽을 꾸는 능력은 훈련 가능한 인지 능력이다. 자각몽을 꾸는 동안 꿈을 꾸는 사람은 꿈의 인물, 이야기, 환경에 대해 어느 정도 의지적 통제력을 얻을 수 있지만, 꿈 내용에 대한 이러한 통제는 자각몽의 두드러진 특징은 아니다. 중요한 차이점은 자각몽은 전-자각 몽 및 생생한 꿈과 같은 다른 유형의 꿈과 구별되는 꿈이라는 점이다. 그러나 전-자각 몽은 자각몽의 전조이고 자각몽은 종종 향상된 꿈의 선명도를 동반한다. 자각몽은 또한 자각 최면증이나 자각 최면증과 같은 다른 자각 경계 수면 상태와도 구별되는 상태이다.
형식 심리학에서는 자각몽이 수년 동안 연구되고 보고되었다. 고대부터 현대까지 저명한 인물들은 자각몽에 매료되어 그 원인과 목적을 더 잘 이해하는 방법을 모색해 왔다. 이 주제에 대한 과학적 연구의 결과로 다양한 이론이 등장했다. 심리학 연구의 발전은 이러한 형태의 꿈이 치료 기술로 활용될 수 있는 방법을 지적해 왔다.
자각몽이라는 용어는 네덜란드 작가이자 정신과 의사인 프레데릭 반 이든(Frederik van Eeden)이 1913년에 쓴 논문 A Study of Dreams에서 만들어졌다.
심리학자 스티븐 라버지(Stephen LaBerge)는 현대 자각몽 연구의 선구자이자 선구자로 널리 알려져 있다. 그는 스탠포드 대학의 루시디티 연구소(Lucidity Institute)의 창립자이다.

## 해석의 역사

### 고대
자각몽의 대한 언급은 고대 그리스의 문헌에서  처음 발견되었다. 철학자 아리스토텔레스는 "잠이 들 때, 지금 일어난 것은 그저 꿈일 뿐이라고 의식의 무언가가 선언했다"라고 기록했다. 그리고 철학자이며 의사였던  ‘아일리우스 갈레노스’는 자각몽을 치료의 형태로 사용했었다. 또한, 415년 성 아우구스티누스가 쓴 편지에서 꿈 이야기꾼 겐나디우스의 이야기에 대해 말하고 여기서 자각몽에 대해서 언급하기도 했다. 특히 동양에서는 티베트 불교의 ‘드림 요가’와  고대 인도의 ‘니드라 요가’가 꿈을 꾸는것을 자각하는 행동을 중요하게 여겼다. 이러한 행위들은 고대 불교 신자들 사이에서 흔한 수행방법 중 하나였다.

### 17~18세기
철학자이자 의사였던 토마스 브라운은 꿈에 매료되었고, 그가 쓴 ‘의사의 종교’에서 자각몽 속 자신의 능력을 묘사해두었다 - "나는 꿈에서 희극을 쓰고, 행동을 지켜보고, 야유를 받고, 그들의 무관심에서 깨어 있음을 알 수 있다."
1665년 사무엘 피피스가 쓴 일기에도 자각몽에 대한 기록이 있다 - "나는 그녀를 안고 있었고, 그녀는 나의 모든 욕망과 희롱을 허락했다. 나는 이 꿈에서 깨어나지 않기를 바랐지만, 하지만 꿈은 단지 꿈일 뿐이었다.

### 19세기
1867년에 프랑스 문화학자 데르베 드 생 드니는 자신이 익명으로 출판한  책 'Les Reves Et Les Moyens de Les Diriger (Ouvrage Sur Le Reve Lucide)' 속에서 자신의 자각몽에 대한 경험을 다루면서, 누구나 의식적으로 꿈꾸는 법을 배울 수 있다고 주장하였다.

### 20세기
1913년 네덜란드 정신과 의사이자 작가인 프레드릭 반 에덴은 ‘꿈에 대한 연구’라는 글에서 '자각몽(루시드 드림)'이라는 용어를 사용했다. 일부 사람들은 반 에덴이 자각몽보다 더 구체적인 현상을 언급했기 때문에 이 용어가 잘못된 것이라는 주장도 있기도 하다. 반 에덴은 꿈의 내용이 선명한지 아니면 흐릿한지의 정도를 구분하기 위해서라기보다는 정신병으로 인한 증상의 일시적인 완화를 위해 꿈의 단계에서 꿈을 꾸고 있음을 인식할 수 있는 단계를 명확하게 표현하려 했던 것이다.

## 와일드(WILD)
깨어있는 상태에서 자각몽에 돌입하는 것이다.
와일드를 통해 자각몽에 들어가는 단계로는 세가지 단계가 있다.
이완기
몸을 잠들게 해주는 것이다. 편안한 환경을 조성해야 하며 잡음이 들려서는 안된다.
과도기
사람에 따라서 '삐-' 하는 소리가 들려올 수도 있고, 뱃고동 소리처럼 큰 소리가 들릴 수도 있다. 그리고 그때 놀라면 귀신처럼 형체가 보일 수도 있고, 행복한 생각을 하면 좋은 이미지가 보일 수도 있다. 어딘가로 빨려들어간다는 느낌을 받을 수 있는데, 가장 많다고 하는 두 가지 현상은 소리가 들려오는 것과 눈앞에 이미지가 펼쳐진다는 것이다. 너무 집중해서도 안되고, 너무 신경을 쓰지 않아도 안 된다. 단지 영화를 본다는 느낌으로 지켜봐주어야 한다.(참고 환청,가위눌림 등의 증상은 당연한 증상이며 몸이 잠이들때 정신이 깨어있으면 가위눌림을 느낄수 있고 와일드의 시작지점시 환청이 들일수있다. 환청은 와일드가 시작될때 무의식이 작동하여 꿈을 실감나게 느끼게 할때 들릴수 있다. 당연한 증상이고 사람마다 상황마다 다른 현상들을 경험할 수 있다)
안정기
자각몽을 꾸기 바로 전 단계이다.

## 딜드(DILD)
와일드와는 달리 꿈 속에서 자각을 하는 것을 말하며 RC(Reality Check)라는 것을 통해 자각을 한다. 꿈을 꾸던 도중 '어? 이게 뭐지? 꿈인가?'라는 의문을 품음으로써 꿈임을 자각하는 방법이다. 당연히 무의식의 상태이기에 의도적인 의문을 품을 수 없는데, RC를 통해 이를 대신하게 된다.
평소에 RC를 하며 특정한 상황에서 나 스스로에게 이것이 꿈인지를 묻는 습관을 들여놓으면, 꿈을 꾸던 도중 특정한 상황에 처했을 때 자연스럽게 RC를 하며 자각을 할 수 있게 되는 것이다. RC를 하는 방법에는 코와 입을 막거나 시계를 쳐다보거나 손을 꺾는 행위, 단순히 손 발을 바라보는 것 등 여러가지의 방법을 사용할 수 있다.
꿈을 자각하기 위한 두 번째 방법은 꿈 일기를 적는 것이다. 꿈 일기의 목적은 꿈에 대한 내용을 더 많이 기억하는 훈련을 할 수 있도록 하는 것이다. 꿈 일기를 효과적으로 적기 위해선 잠자리에 공책을 놔두고, 꿈을 꾸고 일어나자마자 그 꿈의 내용과 감정, 감각과 같은 경험들을 곧바로 공책에 기록해야 한다.

## 현실확인, RC(Reality Check)
RC(Reality Check)란 현실에서는 불가능하지만, 간단히 시도해 볼 수 있는 행동을 해봄으로서 현실과 꿈을 구분하는 것이다. 대표적인 것으로는 '코막고 숨쉬기', '손가락 꺾어서 팔에 닿게하기'가 있다.(인셉션에 등장하는 '팽이'와 같은 역할)이 RC는 딜드와 와일드에서 각각 다르게 활용된다.
우선 딜드에서의 RC는 자각의 수단으로 활용된다. 기본적으로 딜드는 비자각상태의 일반적인 꿈에서 바로 자각상태로 넘어가는 방법을 말한다. 따라서 비자각상태에서 자각상태로 넘어가도록 할 방법이 필요한데, 당연히 비자각몽에서는 자각몽을 위한 의도적인 시도를 할 수 없다. 따라서 습관을 이용해 이를 대신하는 것이다. 으레 현실에서의 습관, 고민 등이 꿈에 나타나는 경우를 경험할 수 있는데 RC의 원리도 이와 같다. 현실에서 RC를 습관화 하게 되면 꿈을 꾸고 있는 상태에서도 자연스럽게 RC를 하게 되는데, 이때 꿈임을 깨닫고 자각몽 상태로 진입할 수 있게 되는 것이다.
이와 달리 와일드의 경우, 처음부터 꿈임을 알고 의도적으로 자각몽에 진입하는 것이기에 딜드와 같은 자각의 과정이 필요 없다. 그러나 이는 몸은 잠들고 정신은 깨어있는 상태이기에, 자각몽에 진입하더라도 현실과의 차이점을 느낄 수 없다. 침대에 누워 눈을 감고 와일드에 진입한 뒤, 다시 그 침대 위에서 눈을 뜨는 것인데, 와일드의 경우 숙련자/비숙련자를 막론하고 꿈이 매우 선명하기에 침대에서 눈을 감았다 뜬 사실 만으로는 꿈에 진입했다는 사실을 알 수 없는 것이다. 때문에 RC가 습관화되지 않은 초보들은 와일드에 진입해 내 방에서 다시 눈을 떴음에도, 진입에 성공하지 못한 채 잠에서 깨어난 것으로 오해해 포기하고 다시 잠드는 경우가 많다. 이를 거짓깨어남 이라고 한다. 반대로 와일드에 진입하지 못했음에도 진입한 것으로 착각하는 경우, 꿈이라고 생각해 창문을 열고 갑자기 뛰어내리거나(날기위해), 괴랄한 언행을 하게 될 수 있기에 안전을 위해서 반드시 실시해야만 하는 것이다.

## 같이 보기
- 전-자각 몽(프리-루시드 드림)
- 잠재의식
- 유체이탈
- 아스트랄 프로젝션(영어판)
- 가위눌림
- 꿈일기
- 꿈 논쟁(영어판)
- 데카르트의 악마(en:Evil demon, Descartes' demon)
- 나비의 꿈(호접지몽)
  - 장자 (책)
- 매트릭스 (시리즈)